# Теофраст
Теофраст (право име Тиртам; рођен 370. п. н. е. на острву Лезбосу) био је филозоф и књижевник. Он је један од најцитиранијих аутора антике. 
Прво је био Платонов ученик, али је после његове смрти напустио његову и прешао у Аристотелову школу. Аристотел га је именовао за вођу и наследника своје перипатетичке школе, за старатеља свом сину и за наследика библиотеке. У току 34 године његове управе, школу је похађало више од 2000 ученика.
Диоген Лаертије је оставио највише података о Теофрасту у делу „Животи и мишљења истакнутих филозофа“. Тестамент Теофрастов, који наводи Лаертије, је врло важан историјски документ из кога се дознаје право стање у перипатетичкој школи. Држао је предавања из филозофије, природних наука, етике, реторике, психологије, поетике и др. 
Сачувана су три његова дела: „Историја биљака“ у девет књига, „Порекло биљака“ у шест књига и сатирично комична збирка „Карактери“. Изгубљено дело „О стилу“ бавило се питањима књижевне теорије и стила, а делимично су сачувана дела „Метафизичке апорије“ и „Историја физике“. Његове расправе о логици су коментари и допуне Аристотеловог „Органона“. Активно је учествовао у политичком животу. 
Живео је 85 година.

## Дела
- Historia plantarum (на језику: италијански). Venezia. 1549.
- [Opere] (на језику: латински). Leiden: Henrick Lodewijcxsoon van Haestens. 1613.
- Metaphysics (or On First Principles).
  - Translated by M. van Raalte, 1993, Brill.
  - On First Principles. Translated by Dimitri Gutas, 2010, Brill.
- Enquiry into Plants: Books 1-5. Translated by A. F. Hort, 1916. Loeb Classical Library.  0-674-99077-3 Vol 1 – Vol 2
- Enquiry into Plants: Books 6-9; Treatise on Odours; Concerning Weather Signs. Translated by A. F. Hort, 1926. Loeb Classical Library.  0-674-99088-9
  - Theophrastus (1916).  Hort, Arthur, ур. Περὶ φυτῶν ἱστορία: (Περὶ ὀσμῶν; De Odoribus) [Enquiry into Plants: Concerning odours]. Loeb Classical Library. II. London and New York: William Heinemann and G.P. Putnam's Sons. стр. 324—489. ISBN 978-0-674-99077-7. Непознати параметар |orig-date= игнорисан (помоћ)(also available here on Penelope)
- Recherches sur les plantes. Translated to French by Suzanne Amigues. Paris, Les Belles Lettres. 1988–2006. 5 tomes. Tome 1, Livres I-II. 1988. LVIII-146 p. Tome II, Livres III-IV. 1989. 306 p. Tome III, Livres V-VI. 1993. 212 p. Tome IV, Livres VII-VIII, 2003. 238 p. Tome V, Livres IX. 2006. LXX-400 p. First edition in French. Identifications are up-to-date, and carefully checked with botanists. Greek names with identifications are on Pl@ntUse.
- De Causis Plantarum. Translated by B. Einarson and G. Link, 1989–1990. Loeb Classical Library. 3 volumes:  0-674-99519-8,  0-674-99523-6,  0-674-99524-4.
- On Characters (језик: грчки)
  - Translated by R. C. Jebb, 1870.
  - Translated by J. M. Edmonds, 1929, with parallel text.
  - Translated by J. Rusten, 2003. Loeb Classical Library.  0-674-99603-8
- On Sweat, On Dizziness and On Fatigue. Translated by W. Fortenbaugh, R. Sharples, M. Sollenberger. Brill 2002.  90-04-12890-5
- On Weather Signs.
  - Translated by J. G. Wood, G. J. Symons, 1894.
  - Edited by Sider David and Brunschön Carl Wolfram. Brill 2007.
- On Stones Архивирано на веб-сајту  (16. март 2010)